# Toti Gomes
Tóte António Gomes (* 16. Januar 1999 in Bissau) ist ein portugiesisch-guinea-bissauischer Fußballspieler, der beim englischen Erstligisten Wolverhampton Wanderers unter Vertrag steht.

## Karriere

### Verein
Gomes begann seine Laufbahn in der Jugend des GDR Fontainhas, bevor er zum GDS Cascais wechselte. Später schloss er sich dem GD Estoril Praia an. Im Mai 2019 gab er bei der 1:3-Niederlage gegen den Académico de Viseu FC sein Debüt für die erste Mannschaft in der zweitklassigen Segunda Liga. Bis Saisonende kam er zu insgesamt drei Einsätzen in der zweithöchsten portugiesischen Spielklasse. Nach einem weiteren Jahr in den Jugendmannschaften des Vereins unterschrieb der Verteidiger im Sommer 2020 einen Vertrag bei den Wolverhampton Wanderers in England. Die Briten liehen ihn jedoch sogleich in die Schweiz an den Zweitligisten Grasshopper Club Zürich aus. Gomes avancierte zum Stammspieler und bestritt in jener Saison 34 Partien in der Challenge League, in denen er zwei Tore erzielte. Der Grasshopper Club Zürich stieg schlussendlich als Tabellenerster in die Super League auf. Im Sommer 2021 wurde die Leihe um ein weiteres Jahr verlängert.

### Nationalmannschaft
Gomes absolvierte im Januar 2019 ein Spiel für die portugiesische U20-Auswahl. Im Mai 2023 wurde er von Nationaltrainer Roberto Martínez im Rahmen der EM-Qualifikation erstmals in den Kader der A-Nationalmannschaft berufen. Am 16. November 2023 debütierte er im EM-Qualifikationsspiel gegen Liechtenstein (2:0) in der A-Nationalmannschaft.